# Zabuella tenellus
Zabuella tenellus is een vlindersoort uit de familie van de prachtvlinders (Riodinidae), onderfamilie Riodininae.
Zabuella tenellus werd in 1878 beschreven door Burmeister.